# 彦根ラジオ送信所
彦根ラジオ送信所（ひこねラジオそうしんじょ）は、滋賀県彦根市に置かれているNHKラジオ第1放送大津放送局と京都放送滋賀放送局の中波ラジオ送信所である。

## 概要
- 当送信所は、彦根市に所在し、滋賀県の広範囲に電波を発射している。

## 送信所送信施設概要
| 放送局名 （愛称）                              | コールサイン | 周波数 （kHz） | 空中線電力 | 放送対象 地域 | 放送区域 内世帯数 |
| ---------------------------------------------- | ------------ | -------------- | ---------- | ------------- | ----------------- |
| NHK 大津第1放送                                | JOQP         | 945            | 1kW        | 滋賀県        | 約-世帯           |
| KBS京都放送 （KBSラジオ） 滋賀放送局 ｢KBS滋賀｣ | JOBW         | 1215           | 1kW        | 滋賀県        | 約-世帯           |

### 補足
NHK大津第1放送
- 定時ローカル放送（コールサイン読み上げ時を除く）実施時間は、平日（年末年始、夏季旧盆時期を除く）の18:50 - 19:00のみ。
- 地域によっては、特に夜間、同一周波数である、徳島放送局との混信が認められる。

KBSラジオ滋賀放送局
- 一部の時間帯で京都親局、福知山放送局、舞鶴放送局と別番組やCMを放送。地域によっては、同一周波数である、舞鶴放送局との混信が認められる。
- 京都放送局のFM補完中継局は、先発FM専業放送局の送信所（小塩山）と違い、滋賀県境に近い比叡山に設置されたため（KBSテレビと同所）、滋賀県におけるFM補完中継局の設置は未定。

NHKラジオ第2放送
- 滋賀県に送信所、中継局は所在せず、NHK大阪放送局親局（羽曳野市JOBB・828kHz 300kW）などの受信となる。

広域中波民放局（MBSラジオ、ABCラジオ、ラジオ大阪）
- 滋賀県に送信所、中継局は所在せず、大阪府の親局並びに、生駒山から送信されているFM補完中継局を受信することとなるが、地域によっては受信困難である。なお、radikoの場合は滋賀県内でも聴取できる。